# Dąb Abrahama

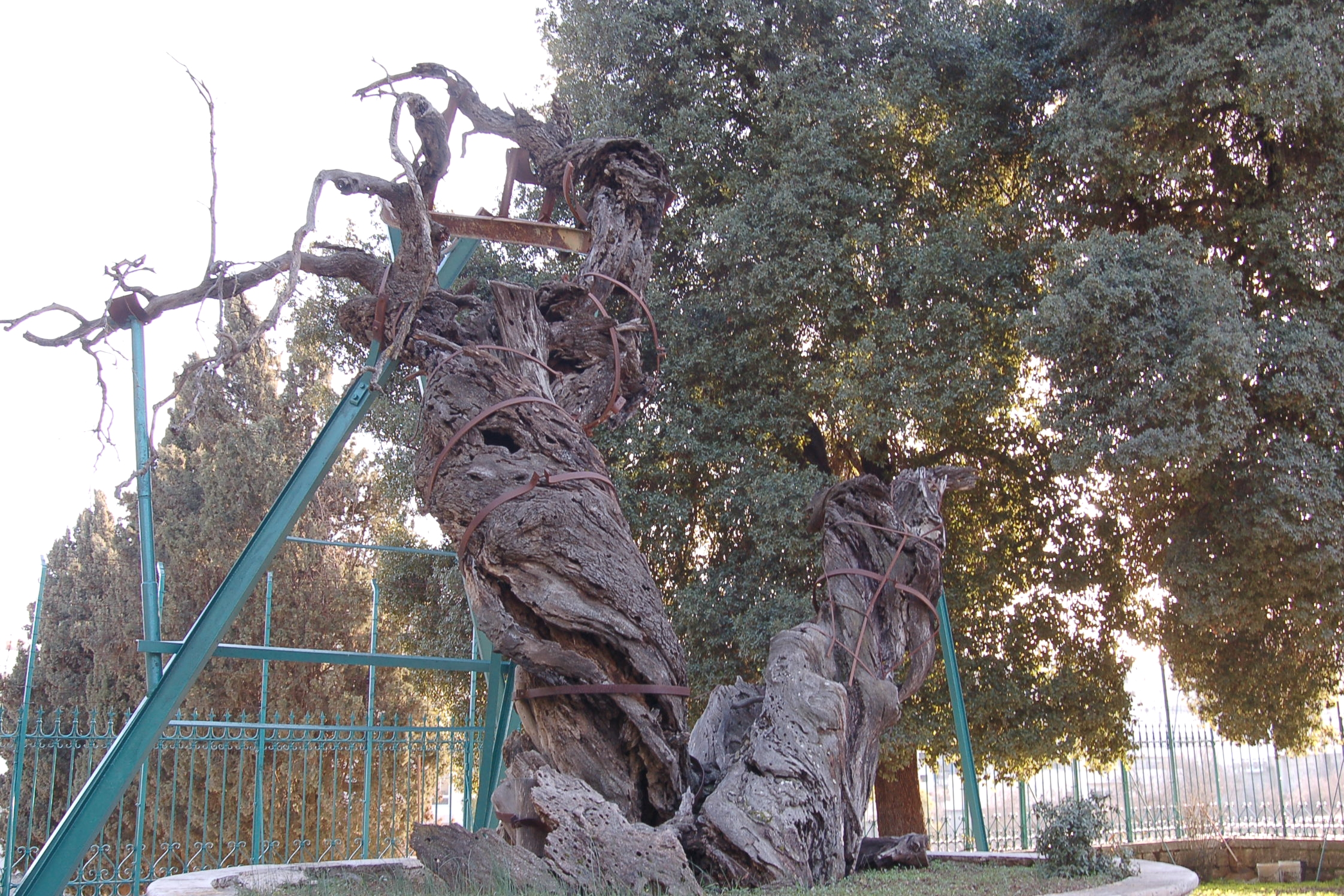
Pień martwego dębu Abrahama (2008)

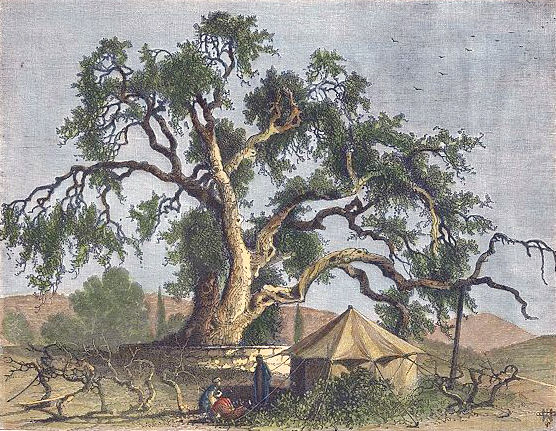
Stan sprzed okresu obumierania drzewa (grafika z ok. 1875 r.)

Dąb Abrahama (dąb Mamre) – wiekowy okaz dębu skalnego (Quercus coccifera = Q. calliprinos) znajdujący się w odległości 2 km na południowy zachód od biblijnej miejscowości Mamre pod Hebronem; w religijnej tradycji chrześcijan i żydów łączony z obecnością biblijnego patriarchy Abrahama. 
Zgodnie z tą tradycją drzewo jest jednym z dębów, o których wspomina Księga Rodzaju (13,18): „Abraham zwinął swe namioty i przybył pod Hebron, gdzie były dęby Mamre”, gdzie na stałe się osiedlił (Rdz 14,13). Drzewo wyobrażone miało zostać już w połowie VI w. na mozaice bazyliki San Vitale w Rawennie w scenie z dziejów Abrahama.
Dopuszcza się możliwość, iż w Mamre wcześniej istniało sanktuarium kananejskie, a wzmianka o wzniesieniu tam ołtarza przez Abrahama miałaby symbolicznie oznaczać adaptację na izraelskie miejsce kultowe. Już w czasach biblijnych cześć dla drzewa, pod którym patriarcha miał też gościć aniołów (Rdz 18,1-19), przybrała charakter bałwochwalczy wzbudzający sprzeciw proroków. Kult ten zapewne przerwała dopiero gruntowna reforma religijna Jozjasza (626 p.n.e.), zakazująca wszelkich praktyk pogańskich. W tradycji ludowej jednak mogły być one podtrzymywane po późniejszym przejęciu tego miejsca przez Edomitów, a zwłaszcza po otoczeniu go opieką przez Heroda Wielkiego.   
W 1868 grunt, na którym dąb się znajduje, został zakupiony przez Rosyjski Kościół Prawosławny z inicjatywy archimandryty Antonina, kierownika rosyjskiej misji prawosławnej w Jerozolimie, stając się miejscem (Мамври́йский дуб) przyciągającym szczególnie rosyjskich pielgrzymów. Drzewo to od dawna zaznaczone było mocno w rosyjskiej tradycji prawosławnej (np. utrwalone symbolicznie na ikonie tzw. Świętej Trójcy Zyriańskiej z XIV wieku). Istniało podanie głoszące, że dąb obumrze po przyjściu na świat Antychrysta. Po rewolucji październikowej obiekt znalazł się w gestii Rosyjskiego Kościoła Prawosławnego poza granicami Rosji.
Już pod koniec XIX stulecia dąb Abrahama zaczął obumierać. Ostatnie zielone liście pojawiły się na nim w 1996, po czym drzewo obumarło zupełnie. Obok wyrasta jednak nowy pęd, który może przejąć tradycję swojego poprzednika.